# 赛尔达哈
赛尔达哈（英語：Saildaha）是孟加拉国巴里萨尔专区比罗杰布尔县的村。